# علی معلمی‌پور
علی معلمی پور (زادهٔ ۱ دی ۱۳۳۴، میناب) نمایندهٔ شهرهای جاسک، رودان و میناب در مجلس هفتم بوده است.
وی پس از اخذ فوق لیسانس و دکترا در رشته هیدرولوژی از دانشگاه پاریس در سال ۱۳۶۹ مجدداْ به ایران مراجعت کرد و در سال‌های ۱۳۷۱ تا ۱۳۸۱ بعنوان مدیر عامل آب منطقه‌ای هرمزگان بوده است.